# Одеська обсерваторія
 Науко́во-до́слідний інститу́т «Астрономі́чна обсервато́рія»  або  Оде́ська обсервато́рія  — астрономічна обсерваторія у складі Одеського національного університету імені І. І. Мечникова.

## Історія

### 1871—1991 роки
Одеська астрономічна обсерваторія — була заснована в 1871 році у складі Імператорського Новоросійського університету, незадовго до цього відкритого в м. Одесі. Обсерваторія входила до складу кафедри астрономії.
У 1920 році, після ліквідації Новоросійського університету, обсерваторія була перейменована в Одеську державну астрономічну обсерваторію, яка свого часу називалася і працювала як Головна державна астрономічна обсерваторія Наркосмосу Україні.
У 1933 році обсерваторія знову була включена до складу кафедри астрономії у відновленому Одеському Державному Університеті.
У часи німецької окупації обсерваторія не постраждала і не була розграбована.

### З 1991 року
На початку 1990-х років, силами обсерваторії були встановлені нові інструменти з діаметрами дзеркал: 80 см — в Туркменістані, 100 см — в Словаччині.
У той же період обсерваторія була переведена в ранг Науково-дослідного інституту 1-ї категорії при збереженні історичної назви «Астрономічна обсерваторія».
Нині обсерваторія є підрозділом Одеського національного університету імені І. І. Мечникова, а також колективним членом Української Астрономічної Асоціації.
Станом на кінець 2008 року в штаті обсерваторії перебувало близько 70 співробітників.

## Директори обсерваторії
- 1871—1880 — Леопольд Беркевич
- 1881—1910 — Олександр Кононович
- 1912—1934 — Олександр Орлов
- 1934—1944 — Костянтин Покровський
- 1944—1983 — Володимир Цесевич
- 1983—1990 — Юрій Медведєв
- 1990—2006 — Валентин Каретников
- 2006—2021 — Сергій Андрієвський
- З 2022 року — Микола Кошкін

## Відділи
- Фізики зір та галактик
- Фізики малих тіл Сонячної системи
- Космічних досліджень: Робочі групи
- Космології
- Астрометрії та небесної механіки

## Інструменти обсерваторії
- Великий астрограф.

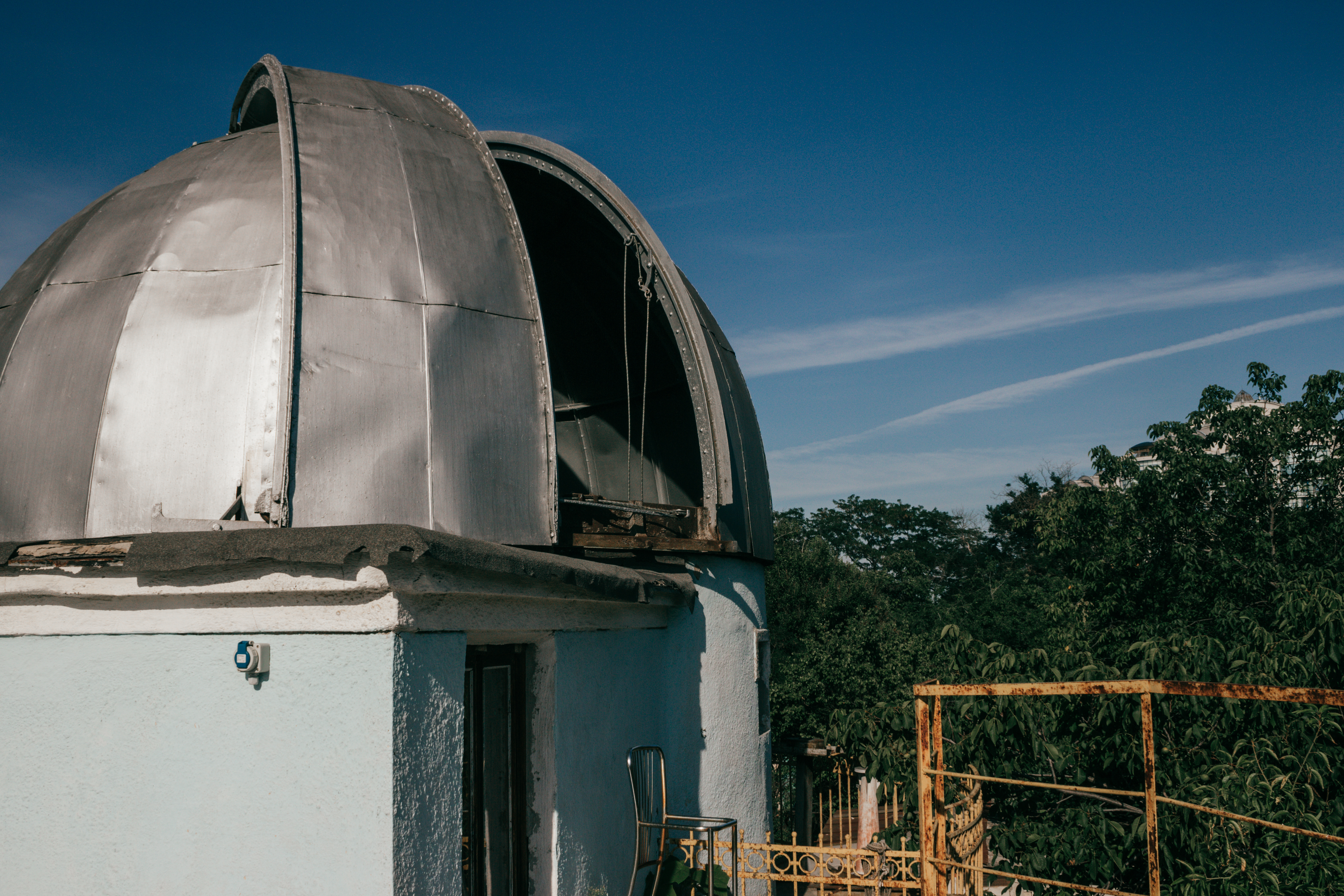
Башта, у якій розташований телескоп

- Трьофутове меридіанне коло Репсольда (Труба: D = 5,5 дюйма, F = 76 дюйма; коло діаметром 39 дюймів; отримане з Тифліської фізичної обсерваторії в кінці XIX століття)[1].
- Телескоп-рефрактор Кука (165-мм об'єктив).
- Малий астрограф (двокамерний).
- Трикамерний астрограф, «їжак» (короткофокусні камери).

## Спостережні станції обсерваторії
- Маяки  — створена в 1957 році за 40 км на захід від Одеси.
Її основні інструменти:
  - Рефлектор РК400 (D = 400 мм, F = 2 м).
  - Рефлектор з електрофотометром (D = 500 мм, F = 12 м).
  - Дводзеркальний телескоп РК600, оптична система Річі — Кретьєна (D = 600 мм, F = 4,8 м).
  - Рефлектор РК800, оптична система Річі — Кретьєн (D = 800 мм).
  - Ширококутний об'єктив «Таїр-19» (D = 17 см).
  - Ширококутний об'єктив «Уран-12» (D = 22 см.
  - АЗТ-3 (D = 48 см, F = 2 м).
  - Радіотелескоп «Уран-4» (РАТАН-4).
  - Старий метеорний патруль на базі аерофотокамер НАФА-3С/25.
  - 100-см лазерно-локаційний телескоп ТПЛ-1М (у проєкті).

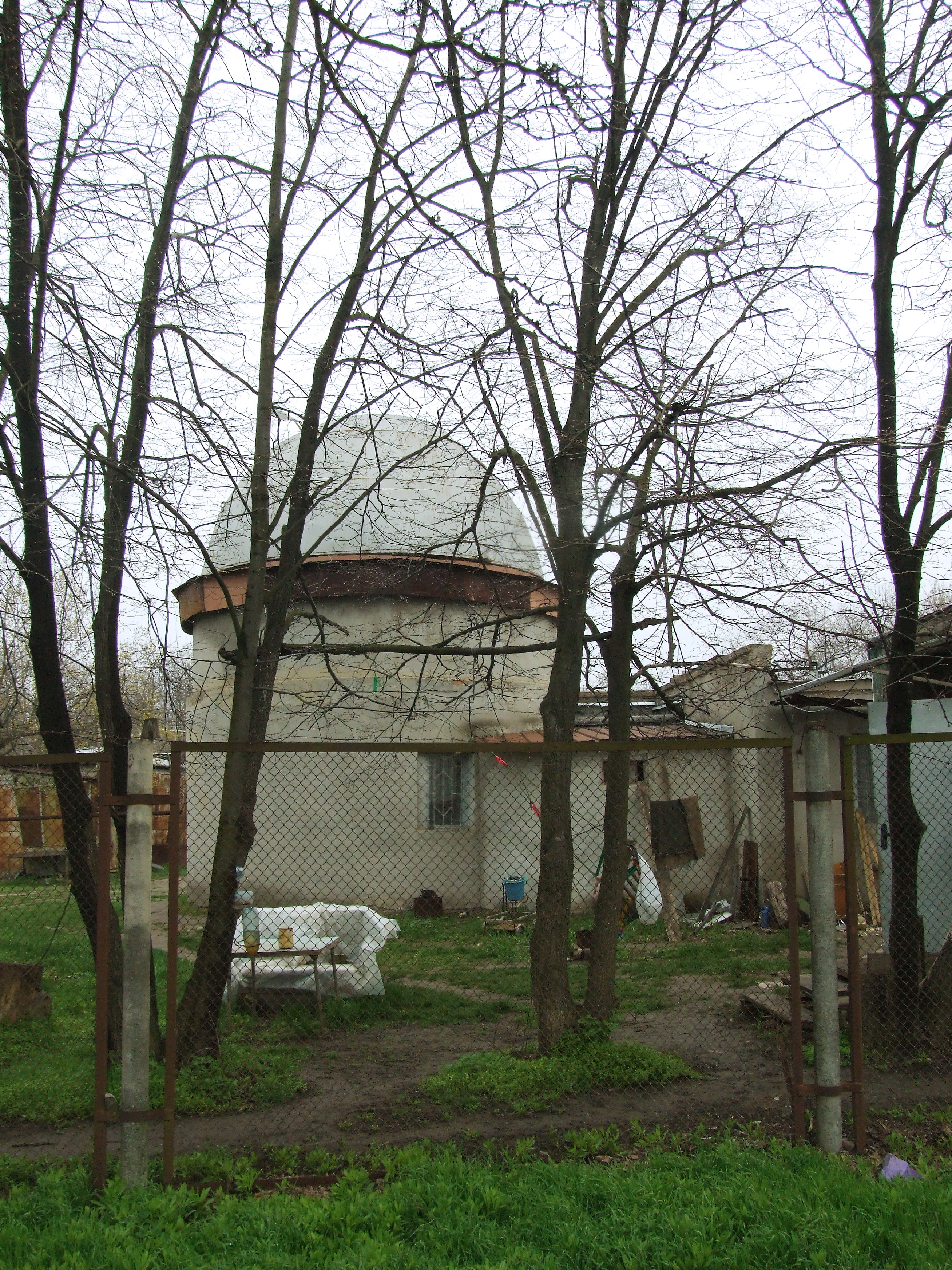
Спостережна станція Одеської обсерваторії у Крижанівці

  - 80-см теодоліт ЛД-2 (у проєкті);

- Крижанівка  — створена в 1957 році
  - Новий метеорний патруль на базі телескопа системи Шмідта (17/30см) і ПЗС приймача (з 2003 року);
- Обсерваторія Душак-Ерекдаг — спостережна станція на півдні Туркменістану[2].
  - 0,8-м телескоп системи Річі — Кретьєн з двоканальним фотометром.
- Пік Терскол
  - 0,8-м телескоп системи Кассегрена (D = 0,8 м, F = 10 м).
- Колониця — кооперація словацьких та українських астрономів при спостереженнях у Вихорлацькій астрономічній обсерваторії на Колоницькому Сідлі
  - 1-м телескоп, побудований в Одеській обсерваторії.

## Напрямки досліджень
- Вивчення руху небесних тіл, (астрометрія)
- Астрофізичні дослідження Сонця, планет, зірок
- Гравіметрія
- Дослідження комет та метеорів
- Змінні зорі
- Фотометрія астероїдів
- Дослідження штучних супутників Землі
- Телескопобудування;
- Дослідження хімічної та динамічної еволюції зірок та Галактики.

## Основні досягнення
- А. Я. Орлов створив першу гравіметричну карту країни, виділивши багато родовищ корисних копалин.
- З першої половини XX століття видається «Одеський астрономічний календар»
- В архіві склотеки Одеської обсерваторії міститься близько 100 тис. пластинок. За цим показником обсерваторія займає 3-тє місце у світі після Гарвардської обсерваторії (500 тис. пластинок) і Зонненбергської обсерваторії (250 тис. негативів). Подібна склотека є в астрономічному інституті МДУ. Усього у світі накопичено близько 2 мільйонів відзнятих пластинок із зоряним небом. У перспективі очікується сканування даних пластинок.

## Відомі співробітники, учні, вихованці обсерваторії
- Ігор Астапович — у 1959—1960 роках був завідувачем відділу астрономічної обсерваторії Одеського університету.
- Богдан Залеський.
- Микола Донич.
- Олексій Ганський — лауреат премії Академії наук Франції.
- Олександр Васильєв — кавалер багатьох російських, норвезьких і радянських орденів.
- Всеволод Стратонов — основоположник статистичної зоряної астрономії, професор Московського і Празького університетів.
- Зінаїда Аксентьєву — член-кореспондент АН УРСР, директор Полтавської гравіметричної обсерваторії.
- І. І. Вітковський — директор Інституту астрономії АН Польщі.
- Pustylnik — старший науковий співробітник Астрономічної обсерваторії в Тарту, запропонував нову теорію газозатемнюваних подвійних систем.
- Микола Стойко-Радиленко — кавалер ордена Почесного легіону Франції, директор Міжнародного бюро часу, широт і довгот в Парижі.
- Георгій Гамов — видатний фізик XX століття, працював у А. Я. Орлова.
- Валентин Глушко — займався в астрономічному гуртку.
- Віктор Абалакін — директор Пулковської обсерваторії.
- Володимир Альбицький — видатний астрометріст і директор Сиеїзької обсерваторії, працював в обсерваторії в 1915—1922 роках.
- Йосип Тимченко — винахідник.
- Анатолій Дьяков — метеоролог з Темиртау, Кемеровської області (РФ).

## Цікаві факти
- 18 жовтня 1879 року Eugen Block, спостерігаючи зоряне небо з Одеської обсерваторії, виявив раніше не відомі туманності NGC 1398 та NGC 1360. Як з'ясувалося пізніше, дані об'єкти вже були відкриті, але не були опубліковані[3].
- Парк ім. Т. Шевченка (раніше Олександрівський парк) в м. Одесі був висаджений співробітниками обсерваторії в 1870-х роках з метою створення сприятливого середовища для проведення астрономічних спостережень.
- Астероїду № 2606 було присвоєно ім'я «Одеса».